# Ітан Саплі
Ітан Саплі (англ. Ethan Suplee; нар. 25 травня 1976, Мангеттен, Нью-Йорк, США) — американський актор, відомий ролями у фільмах «Американська історія Ікс», «Згадуючи Титанів», «Ефект метелика» та «Некерований», а також за ролі Ренді Хіккі в телесеріалі «Мене звати Ерл».

## Біографія
Саплі народився на Мангеттені, Нью-Йорк. Його батьки, Деббі та Білл Саплі, також актори, які зустрілися на Бродвеї під час виступу. Батько Ітана зіграв одноокого листоношу Віллі в телесеріалі «Мене звати Ерл».

## Кар'єра
Здебільшого Саплі відомий своїми епізодичними ролями у фільмах Кевіна Сміта та роллю Ренді Хіккі у ситкомі «Мене звати Ерл». Позатим, він знімався у драматичних фільмах. Так, у 2004 році Ітан знявся у фільмі «Ефект метелика» (сусід головного героя по кімнаті в кампусі) із Ештоном Кутчером, Емі Смарт та Елденом Генсоном у головних ролях. У 2010 році актор з'явився у фільмі «Некерований». У 2014 році він отримав роль в оригінальному ситкомі TV Land «Дженніфер Фоллз», який возз'єднав його з колегою по серіалу «Мене звати Ерл» Хайме Преслі.
У 2016 році Саплі почав грати Д у серіалі «Шанс» на каналі Hulu, а також поліцейського Біллі «Пивний понг» Томпкінса в ситкомі «Ранчо» на Netflix.
У 2020 році Суплі запустив власний подкаст під назвою «Американський ненажер».

## Особисте життя
Одружений із Бренді Льюїс (молодша сестра акторки Джульєтт Льюїс), у подружжя є дві дочки — Френсіс Клементіна (нар. 2005) та Біллі Грейс (нар. 2007). Льюїс до шлюбу з Саплі мала ще двох дочок.
Є прихильником саєнтології. Серед близьких друзів — рок-музикант Stza.
У березні 2011 року схуд з 240 кг до 89 кг, на телеканалі TMZ розповів, що зайнявся велоспортом. Якось він досяг рекордно низького рівня — 9 % жиру, але пізніше додав у вазі, усвідомивши, що отримував ролі саме завдяки своїй комплекції.

## Фільмографія
| Рік       |    | Українська назва                          | Оригінальна назва                              | Роль                               |
| --------- | -- | ----------------------------------------- | ---------------------------------------------- | ---------------------------------- |
| 1994      | с  | Байки зі склепу                           | Tales from the Crypt                           | Джеймі                             |
| 1995      | с  | Сестра, сестра                            | Sister, Sister                                 | Лайонел                            |
| 1995      | ф  | Тусовщики з супермаркету (Вигадливі щури) | Mallrats                                       | Вільям Блек                        |
| 1996      | тф | Не озирайся                               | Don't Look Back                                | Гері                               |
| 1996      | ф  | Один вниз                                 | One Down                                       | співкамерник                       |
| 1996      | ф  | Малювання мух                             | Drawing Flies                                  | Ітан (Вільям Блек)                 |
| 1997      | ф  | У пошуках Емі                             | Chasing Amy                                    | Фанат                              |
| 1997      | ф  | У 35 милях від нормальності               | 35 Miles from Normal                           | Майк                               |
| 1997      | ф  | Краще місце                               | A Better Place                                 | Великий грубий студент             |
| 1997      | ф  | Одинадцята година                         | 11th Hour                                      | Майк                               |
| 1994—1998 | с  | Хлопець пізнає світ                       | Boy Meets World                                | Френкі Стечіно                     |
| 1998      | ф  | Американська історія Ікс                  | American History X                             | Сет                                |
| 1998      | ф  | Пустельна туга                            | Desert Blue                                    | Кейл                               |
| 1998      | ф  |                                           | Dante's View                                   | Мейсон                             |
| 1998      | в  | Американська історія Ікс (видалені сцени) | American History X: Deleted Scenes             | Сет                                |
| 1999      | ф  | Догма                                     | Dogma                                          | Голготан Номан, купа лайна (голос) |
| 1999      | ф  | Придурки на колесах                       | Tyrone                                         | Джошуа Шацберг                     |
| 2000      | ф  | Злом                                      | Takedown                                       | Ден Бредлі                         |
| 2000      | ф  | Дорожня пригода                           | Road Trip                                      | Ед                                 |
| 2000      | ф  | Вульгарний                                | Vulgar                                         | Френкі Фанеллі                     |
| 2000      | ф  | Згадуючи Титанів                          | Remember the Titans                            | Луї Ластік                         |
| 2001      | ф  | Кафе «Донс Плам»                          | Don's Plum                                     | Великий Бам                        |
| 2001      | ф  | Кокаїн                                    | Blow                                           | «Тунець»                           |
| 2001      | ф  | Еволюція                                  | Evolution                                      | Дік Дональд                        |
| 2002      | ф  | Джон К'ю                                  | John Q                                         | Макс Конлін, охоронець             |
| 2002      | ф  | Як заробити 20 мільйонів баксів           | The First $20 Million Is Always the Hardest    | «Крихітка» / Кертіс Різ            |
| 2003      | ф  | Холодна гора                              | Cold Mountain                                  | Пенгл                              |
| 2004      | ф  | Ефект метелика                            | The Butterfly Effect                           | Тампер                             |
| 2004      | ф  | Троє в каное                              | Without a Paddle                               | Елвуд                              |
| 2004      | с  | Третя зміна                               | Third Watch                                    | Аарон Гордон                       |
| 2005      | ф  | Нео Нед                                   | Neo Ned                                        | Акуратний Джонні                   |
| 2005      | с  | Антураж                                   | Entourage                                      | Актор з Квінз-бульвару             |
| 2006      | ф  | Таємниця школи мистецтв                   | Art School Confidential                        | Вінс                               |
| 2006      | ф  | Клерки 2                                  | Clerks II                                      | Підліток                           |
| 2006      | ф  | Фонтан                                    | The Fountain                                   | Менні                              |
| 2006      | тф | Рік без Санта-Клауса                      | The Year Without a Santa Claus                 | Джингл                             |
| 2007      | ф  | Містер Простак (Містер Вудкок)            | Mr. Woodcock                                   | Неддерман                          |
| 2007      | кф |                                           | Cutlass                                        | Брюс                               |
| 2008      | кф | Уражений                                  | Struck                                         |                                    |
| 2009      | ф  | Фанати                                    | Fanboys                                        | Гаррі Ноулз                        |
| 2005—2009 | с  | Мене звати Ерл                            | My Name Is Earl                                | Ренді Хікі                         |
| 2009      | ф  | Брати                                     | Brothers                                       | Свіні                              |
| 2010      | ф  | Суха земля                                | The Dry Land                                   | Джек                               |
| 2010      | с  | Хороші хлопці                             | The Good Guys                                  | Енді Девіс                         |
| 2010      | ф  | Некерований                               | Unstoppable                                    | Дьюї, машиніст поїзда              |
| 2010      | тф | Ігри зі зброєю                            | Playing with Guns                              | Сіфф                               |
| 2010      | тф | Нірвана                                   | Nevermind Nirvana                              | Перрі                              |
| 2011      | кф | Мені важко вбити своїх батьків            | I'm Having a Difficult Time Killing My Parents | Ендрю                              |
| 2011      | с  | Незвичайна родина                         | No Ordinary Family                             | Том Сілі                           |
| 2011      | с  | Вілфред                                   | Wilfred                                        | Спенсер, грубий сусід              |
| 2011      | кф | Подорослішай нарешті                      | Grow Up Already                                | Банкі                              |
| 2012      | кф | Десять футів один від одного              | Ten Feet Apart                                 | Гомер                              |
| 2012      | с  | Чоловіки на роботі                        | Men at Work                                    | Ден                                |
| 2012      | ф  |                                           | Paper Cuts                                     | Стівен                             |
| 2012      | ф  | Повстання зомбі                           | Rise of the Zombies                            | Маршалл                            |
| 2012      | тф | Проєкт без назви Мартіна Лоренса          | Untitled Martin Lawrence Project               | Тревіс                             |
| 2012      | кф | Доставка                                  | Delivery                                       | Джейк                              |
| 2011—2013 | с  |                                           | Raising Hope                                   | Ендрі                              |
| 2013      | ф  |                                           | Breakout                                       | Кенні Бакстер                      |
| 2013      | ф  | Вовк з Волл-стріт                         | The Wolf of Wall Street                        | Тобі Велч                          |
| 2014      | ф  | Білявка в ефірі                           | Walk of Shame                                  | Офіцер Дейв                        |
| 2014      | с  | Падіння Дженніфер                         | Jennifer Falls                                 | Вейн                               |
| 2015      | ф  | Правдива історія                          | True Story                                     | Пет Фрато                          |
| 2015      | ф  |                                           | Tooken                                         | Приятель                           |
| 2016      | ф  |                                           | A Stand Up Guy                                 | Маршал                             |
| 2016      | ф  | Довіра                                    | The Trust                                      | Детектив                           |
| 2016      | ф  | Глибоководний горизонт                    | Deepwater Horizon                              | Джейсон Андерсон                   |
| 2017      | с  | Твін Пікс: Повернення                     | Twin Peaks: The Return                         | Білл Шейкер                        |
| 2016—2017 | с  | Шанс                                      | Chance                                         | Ді / Даріус Прінгл                 |
| 2019      | с  | Дієта із Санта-Кларіти                    | Santa Clarita Diet                             | Томмі                              |
| 2019      | ф  | Сирота Бруклін                            | Motherless Brooklyn                            | Гілберт Коні                       |
| 2016—2020 | с  |                                           | The Ranch                                      | Офіцер Білл                        |
| 2020      | с  | Хороші дівчата                            | Good Girls                                     | Ґіл                                |
| 2020      | ф  | Полювання                                 | The Hunt                                       | Гері / «Стули писок»               |
| 2018—2020 | мс | Вампірина                                 | Vampirina                                      | Боб / «Бігфут»                     |
| 2020      | ф  |                                           | Gossamer Folds                                 | Джимбо                             |
| 2022      | ф  | Дог                                       | Dog                                            | Ной                                |
| 2022      | ф  | Вавилон                                   | Babylon                                        | Вілсон                             |
| 2023      | ф  | Бог – це куля                             | God Is a Bullet                                | Гаттер                             |
| 2023      | ф  | Манодром                                  | Manodrome                                      | Лео                                |

### Музичні відео
2010 — Star Fucking Hipsters «3,000 Miles Away» / чоловік у захисних окулярах 